# Línea 4 (Urbanos de Aranjuez)
La línea 4 de la red de autobuses urbanos de Aranjuez une la estación de tren con el Hospital del Tajo y el PAU de La Montaña.

## Características
Esta línea une la estación de ferrocarril de Aranjuez con el PAU de La Montaña, realizando un recorrido circular en dicho barrio.
La línea circula exclusivamente por el término municipal de Aranjuez. Como bien se expresa en la numeración interna del CRTM, recibe el número 4013. El primer dígito corresponde a la línea, en este caso la línea 4. Y los últimos tres dígitos corresponden al municipio por el que circula, en este caso 013 corresponde al municipio de Aranjuez.
La línea mantiene los mismos horarios todo el año (exceptuando las vísperas de festivo y festivos de Navidad).
Está operada por AISA mediante la concesión administrativa URCM-013 - Urbano de Aranjuez (Urbanos Comunidad de Madrid) del Consorcio Regional de Transportes de Madrid.

## Horarios
| Lunes a viernes laborables                                 |    |       |          |       |          |       |       |          |       |          |       |       |          |       |          |       |    |       |    |
| L4 Circular: FF.CC. Aranjuez > PAU de La Montaña           |    |       |          |       |          |       |       |          |       |          |       |       |          |       |          |       |    |       |    |
| 05                                                         | 06 | 07    | 08       | 09    | 10       | 11    | 12    | 13       | 14    | 15       | 16    | 17    | 18       | 19    | 20       | 21    | 22 | 23    | 00 |
| 45a                                                        | 45 | 10 35 | 00 25 50 | 15 40 | 05 30 55 | 20 45 | 10 35 | 00 25 50 | 15 40 | 05 30 55 | 20 45 | 10 35 | 00 25 50 | 15 40 | 05 30 55 | 20    | 10 | 25    | 45 |
| Sábados laborables, domingos y festivos                    |    |       |          |       |          |       |       |          |       |          |       |       |          |       |          |       |    |       |    |
| L4 Circular: FF.CC. Aranjuez > PAU de La Montaña           |    |       |          |       |          |       |       |          |       |          |       |       |          |       |          |       |    |       |    |
| 05                                                         | 06 | 07    | 08       | 09    | 10       | 11    | 12    | 13       | 14    | 15       | 16    | 17    | 18       | 19    | 20       | 21    | 22 | 23    | 00 |
| 45a                                                        | 45 | 20 55 | 30       | 05 40 | 15 50    | 25    | 00 35 | 10 45    | 20 55 | 30       | 05 40 | 15 50 | 25       | 00 35 | 10 45    | 20 55 | 30 | 05 40 | 40 |
| a - Comienza en la calle Almibar, esquina calle Calandria. |    |       |          |       |          |       |       |          |       |          |       |       |          |       |          |       |    |       |    |

Paso por el Hospital del Tajo aproximadamente 22 minutos después de su salida de FF.CC. Aranjuez. Duración del recorrido circular completo aproximadamente 50 minutos.

## Recorrido y paradas
| Código | Zona | Localidad | Denominación de parada                      | Líneas de la parada | Cercanías |
| ------ | ---- | --------- | ------------------------------------------- | ------------------- | --------- |
| 09568  |      | Aranjuez  | Estación - Est. Aranjuez                    | 1 2 3 4 5           | Aranjuez  |
| 18086  |      | Aranjuez  | Jacinto Guerrero - Maestro Torroba          | 4                   |           |
| 17907  |      | Aranjuez  | Santiago Rusiñol - Oropéndola               | 2 3 4               |           |
| 09572  |      | Aranjuez  | Abastos - Florida                           | 1 2 3 4             |           |
| 09576  |      | Aranjuez  | Abastos - Ayuntamiento                      | 1 2 4               |           |
| 09575  |      | Aranjuez  | Almíbar - Gobernador                        | 4                   |           |
| 20626  |      | Aranjuez  | Almansa - Foso                              | 4                   |           |
| 09638  |      | Aranjuez  | Gta. Nuevo Aranjuez - Cuarteles             | 4                   |           |
| 09602  |      | Aranjuez  | Primero de Mayo - Polideportivo             | 1 2 4               |           |
| 09594  |      | Aranjuez  | Moreras - Primero de Mayo                   | 430 1 4             |           |
| 09591  |      | Aranjuez  | Moreras - Ancha                             | 423 430 1 4         |           |
| 09588  |      | Aranjuez  | Príncipe - Iglesia                          | 430 1 4             |           |
| 19315  |      | Aranjuez  | Príncipe - Stuart                           | 430 4 5             |           |
| 20882  |      | Aranjuez  | Ctra. Madrid - Doce Calles                  | 4 5                 |           |
| 17433  |      | Aranjuez  | Hospital del Tajo                           | 429 430 4 5         |           |
| 16404  |      | Aranjuez  | Cuenca - Casino                             | 429 4 5             |           |
| 18355  |      | Aranjuez  | Úbeda - Islas Galápagos                     | 429 4 5             |           |
| 16405  |      | Aranjuez  | Gta. Valle del Loire - Av. Amazonas Central | 429 4 5             |           |
| 16406  |      | Aranjuez  | Santiago de Compostela - Praga              | 429 4 5             |           |
| 18679  |      | Aranjuez  | Santiago de Compostela - Oviedo             | 429 4 5             |           |
| 16407  |      | Aranjuez  | Av. Paz de Hiroshima - Santiago Compostela  | 429 4 5             |           |
| 16409  |      | Aranjuez  | Córdoba - Catedral de Burgos                | 429 4 5             |           |
| 17133  |      | Aranjuez  | Ciudad de Toledo - Patrimonio Mundial       | 429 4 5             |           |
| 17132  |      | Aranjuez  | Patrimonio Mundial - Casa Milá              | 429 4 5             |           |
| 17131  |      | Aranjuez  | Pza. UNESCO - Mérida                        | 429 4 5             |           |
| 17433  |      | Aranjuez  | Hospital del Tajo                           | 429 430 4 5         |           |
| 19407  |      | Aranjuez  | Infantas - Cap. Angosto Gómez Castrillón    | 1 4                 |           |
| 20626  |      | Aranjuez  | Almansa - Foso                              | 4                   |           |
| 09577  |      | Aranjuez  | Gta. Nuevo Aranjuez - Cuarteles             | 1 2 4               |           |
| 16769  |      | Aranjuez  | Cuarteles - San Fernando                    | 2 4                 |           |
| 16754  |      | Aranjuez  | Gobernador - Almíbar                        | 1 2 4               |           |
| 09571  |      | Aranjuez  | Gobernador - Mercado de Abastos             | 1 2 4               |           |
| 09573  |      | Aranjuez  | Gobernador - Valeras                        | 1 2 3 4             |           |
| 17908  |      | Aranjuez  | Santiago Rusiñol - Oropéndola               | 4                   |           |
| 18085  |      | Aranjuez  | Jacinto Guerrero - Maestro Guridi           | 4                   |           |
| 09568  |      | Aranjuez  | Estación - Est. Aranjuez                    | 1 2 3 4 5           | Aranjuez  |